# 小行星4965
小行星4965（英語：4965 Takeda）是一颗围绕太阳公转的小行星。1981年3月6日，舒爾特·巴斯在赛丁泉山发现了此天体。
这颗小行星的绝对星等为62.96870等。